# Ryūju Nagayama
Ryūju Nagayama (jap. 永山竜樹 Nagayama Ryūju; ur. 15 kwietnia 1996) – japoński judoka. Brązowy medalista olimpijski z Paryża i srebrny w drużynie. Walczył w wadze ekstralekkiej.
Złoty medalista mistrzostw świata w 2025; brązowy w 2018 i 2019; uczestnik zawodów w 2017, 2021 i 2024, a także zdobył dwa medale w drużynie. Mistrz Azji w 2022. Mistrz świata juniorów w 2015 i kadetów w 2011 roku.

## Letnie Igrzyska Olimpijskie 2024
| Konkurencja | Eliminacje             | Eliminacje                 | Repasaże              | Finały               | Klas. końcowa |
| Konkurencja | Przeciwnik I           | 1/4                        | Przeciwnik I          | o 3 miejsce          | Miejsce       |
| ----------- | ---------------------- | -------------------------- | --------------------- | -------------------- | ------------- |
| 60 kg       | Michel Augusto (BRA) Z | Francisco Garrigós (ESP) P | Yang Yung-wei (TPE) Z | Salih Yıldız (TUR) Z | 3.            |